# Lessertia macrostachya
Lessertia macrostachya är en ärtväxtart som beskrevs av Dc. Lessertia macrostachya ingår i släktet Lessertia och familjen ärtväxter. Inga underarter finns listade i Catalogue of Life.